# Campo Largo do Piauí
Campo Largo do Piauí est une municipalité brésilienne située dans l'État du Piauí.